# John F. Schrank

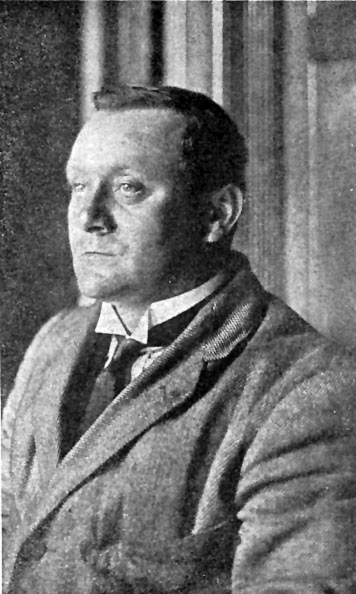
John F. Schrank bei seinem Prozess im Jahr 1912

John Flammang Schrank (* 5. März 1876 in Erding, Königreich Bayern, Deutsches Kaiserreich; † 15. September 1943 in Waupun, Wisconsin, USA) war ein unter Wahnvorstellungen leidender Attentäter, der 1912 auf Theodore Roosevelt schoss.

## Attentat
In Milwaukee, wo er eine Bar betrieb, verübte er am 14. Oktober 1912 ein Schussattentat auf Präsidentschaftskandidat Theodore Roosevelt. Dieser überlebte das Attentat, da sein zusammengefaltetes Manuskript und sein Brillenetui in der Jackentasche den Schuss abdämpften. Das Projektil war bis zu Roosevelts Tod Anfang 1919 in seiner Brust und wurde nie entfernt.
Schrank hatte Wahnvorstellungen. Die letzten 31 Jahre seines Lebens war er inhaftiert.